# Grand Comics Database

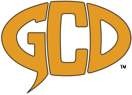
Logo de Grand Comics Database.

Grand Comics Database (GCD) es un proyecto basado en internet para construir una base de datos sobre cómics a partir de las contribuciones de usuarios.
El proyecto cataloga información sobre créditos, detalles de las historias, reimpresiones y otra información útil para la persona que lee, colecciona, es fan o estudia cómics. Es una organización sin ánimo de lucro con sede en Arkansas. Es una organización de voluntarios sin propósito comercial y en sus estatutos está que no puede tener fines económicos

## Lecturas
- Allred, Will (1999).  "Credit Where Credit Is Due".  Retrieved Jan. 28, 2006.
- Schelly, Bill. "So - You Want To Collect Comics Fanzines? - Part Two". Alter Ego (6), pp. 47–50.
- Grand Comics Database (November 30, 2000). Grand Comics Database Adopts Charter, Elects Board of Directors.  Press release.
- Grand Comic-Book Database (November 11, 2002). Grand Comic-Book Database Initiates Online Indexing.  Press release.
- Keltner, Howard. "Golden Age Comic Books Index". Retrieved May 26, 2011.